# Bruno Landi (politico)
Bruno Landi (Capalbio, 19 settembre 1939) è un politico italiano.
Già due volte Presidente del Lazio, consigliere regionale e deputato alla Camera nell'XI legislatura per il Partito Socialista Italiano, ha successivamente aderito al Nuovo PSI.
Viene arrestato il 9 gennaio 2014, insieme con il proprietario dell'area della discarica di Malagrotta Manlio Cerroni, con l'accusa di associazione a delinquere finalizzata al traffico di rifiuti. Da tale accusa fu assolto nel novembre 2018, avendo ritenuto il Tribunale di Roma inesistente "l'illecito sistema di gestione dei rifiuti nel Lazio".